# Ferme Saint-Siméon
 (novembre 2018).
Si vous disposez d'ouvrages ou d'articles de référence ou si vous connaissez des sites web de qualité traitant du thème abordé ici, merci de compléter l'article en donnant les références utiles à sa vérifiabilité et en les liant à la section « Notes et références ».
 (novembre 2018).
 (novembre 2018).
- Si vous ne connaissez pas le sujet, laissez ce bandeau (vous pouvez alors contacter les auteurs).
- Si vous supprimez le contenu mis en cause (vous pouvez préalablement contacter les auteurs),

argumentez précisément cette suppression dans la page de discussion
(un manque de référence n'est pas un argument ; une recherche réelle de référence doit avoir été effectuée, être formellement documentée).
La ferme Saint-Siméon ou ferme Toutain est un bâtiment du XVIIe siècle situé sur les hauteurs de Honfleur, en Normandie. Le lieu est célèbre pour avoir été au milieu du XIXe siècle le lieu de rencontre de nombreux peintres, notamment pré-impressionnistes et impressionnistes. C'est aujourd'hui un hôtel restaurant cinq étoiles faisant partie de la chaîne hôtelière des Relais & Châteaux, et proposant un restaurant gastronomique ainsi qu’un bistrot. 

## Historique
À l'origine, la ferme Saint-Siméon doit son nom à la proximité d'une petite chapelle dédiée à saint Siméon, qui a existé dès le XVe siècle. Il s’agit donc d’un lieu-dit, sur lequel se trouve une ferme-auberge, la ferme Saint-Siméon. La chapelle a disparu dans un éboulement de terrain, au XVIIe siècle, époque durant laquelle une autre chapelle sera construite pour la remplacer, plus haut sur la colline, et qui deviendra la chapelle de Grâce, sise sur un terrain donné par la duchesse de Montpensier. Le lieu-dit « Saint-Siméon » gardera toutefois son nom, ainsi que l’auberge qui s’y trouve. 
La terre de Saint-Siméon était occupée en 1593 par un certain Pierre Mazire, et fieffée à Pierre de la Brière. Le plus ancien titre de propriété connu remonte à 1631, où il est dit qu’un Sieur Ameline, avocat à Rouen, est nommé Sieur de Saint-Siméon. Puis la terre de Saint-Siméon est achetée en 1636 par le Sieur Jacques Levillain, et revendue en 1664 à Olivier Lecerf. En 1695, la veuve Lecerf la vend, au nom de sa fille Marie Anne, à un marchand « en la sergenterie de Honfleur, Vicomté d’Auge » : le Sieur Rioult. La tutrice de ce dernier la vend parce que les bâtiments sont en trop mauvais état, et qu’elle doit de l’argent à plusieurs entrepreneurs.
En 1725, la ferme Saint-Siméon devient la propriété d'un auteur dramatique : Constantin Regnoult. En 1755, il gagne un procès contre un maçon, qui enlevait des pierres dans sa falaise et sur la grève. Sa propriété est dite bornée : par la mer, le chemin d’Honfleur à Caen d’un bout, d’autre bout le Sieur Mazire.
En 1793, le 28 novembre, Mademoiselle Regnoult vend la ferme de Saint-Siméon, sise aux écarts de la commune de Sainte Catherine de Honfleur, à Mademoiselle Françoise Quillet, fille de JB Quillet, Juge en Chef du ci-devant bailliage de Honfleur, demeurant rue de l’Homme de Bois. La contenance était de 4 hectares 8 ares 57 centiares.
En 1824, Mademoiselle Quillet la lègue à sa nièce, Madame veuve de Varin, de Prêtreville, née Tabary, et demeurant rue du Puits, sa fille demeurant à Gonneville. En 1825, Pierre-Louis Toutain ouvre une auberge, La Ferme Toutain, dans un des anciens bâtiments de style normand en pans de bois. Réputée pour sa table, l'auberge offre aussi des chambres aux voyageurs.
La ferme est composée de trois cours en masure plantées, enclose de murs, haies avec jardins, espaliers, arbres fruitiers, hauts arbres. Une de ces cours est sans bâtiment ; sur l’autre, il y a une fontaine couverte ; la troisième édifiée d’une maison à demeure, de bâtiments à autres usages ; un petit bois taillis au-dessous des jardins et cours vers la mer. Elle est comprise entre le chemin de Saint-Siméon allant vers la mer et le galet de mer. D’un bout par Monsieur Mazire, de l’autre, le chemin qui descend à la mer et qui est en partie éboulé. La propriété allait du chemin de Neubourg : en effet, entre la villa Beaudelaire et Le Mesnil (Madame Ullern) se trouve l’amorce d’un chemin descendant vers la mer et qui s’est éboulé.
Le 1er janvier 1827, Monsieur et Madame JB de Varin entraient en possession de l’héritage. Le 3 août 1836, Monsieur de Varin demande autorisation de créer une poterie de terre à Saint-Siméon. L’affaire ne fut pas florissante.
En juin 1852, Monsieur de Varin louait pour 9 ans sa ferme à Monsieur Toutain. Il faut cependant noter qu’en 1825, Pierre-Louis Toutain et sa femme étaient déjà fermier à Saint-Siméon, et qu’en reprenant  l’exploitation, ils y tenaient auberge. Cette ferme est donc aussi nommée parfois La Ferme Toutain, et se trouve composée d’anciens bâtiments de style normand et dépendances à pans de bois. Le fait est signalé par Isabey lors de son séjour à cette époque, ainsi que par Corot dès 1835.
En 1861, la ferme est toujours louée à l’année et verbalement à Madame veuve Toutain. La vaillante femme avait tour à tour perdu son mari et son fils. Seule sa fille restait avec elle pour l’aider dans cette lourde tâche qu’était la bonne tenue de cette fameuse auberge. En 1865, la ferme est mise en vente par son propriétaire, monsieur de Varin, et, en 1870, monsieur Chasle, déjà propriétaire du Cheval blanc à Honfleur, reprend l'affaire.

## Les peintres de la ferme Saint-Siméon

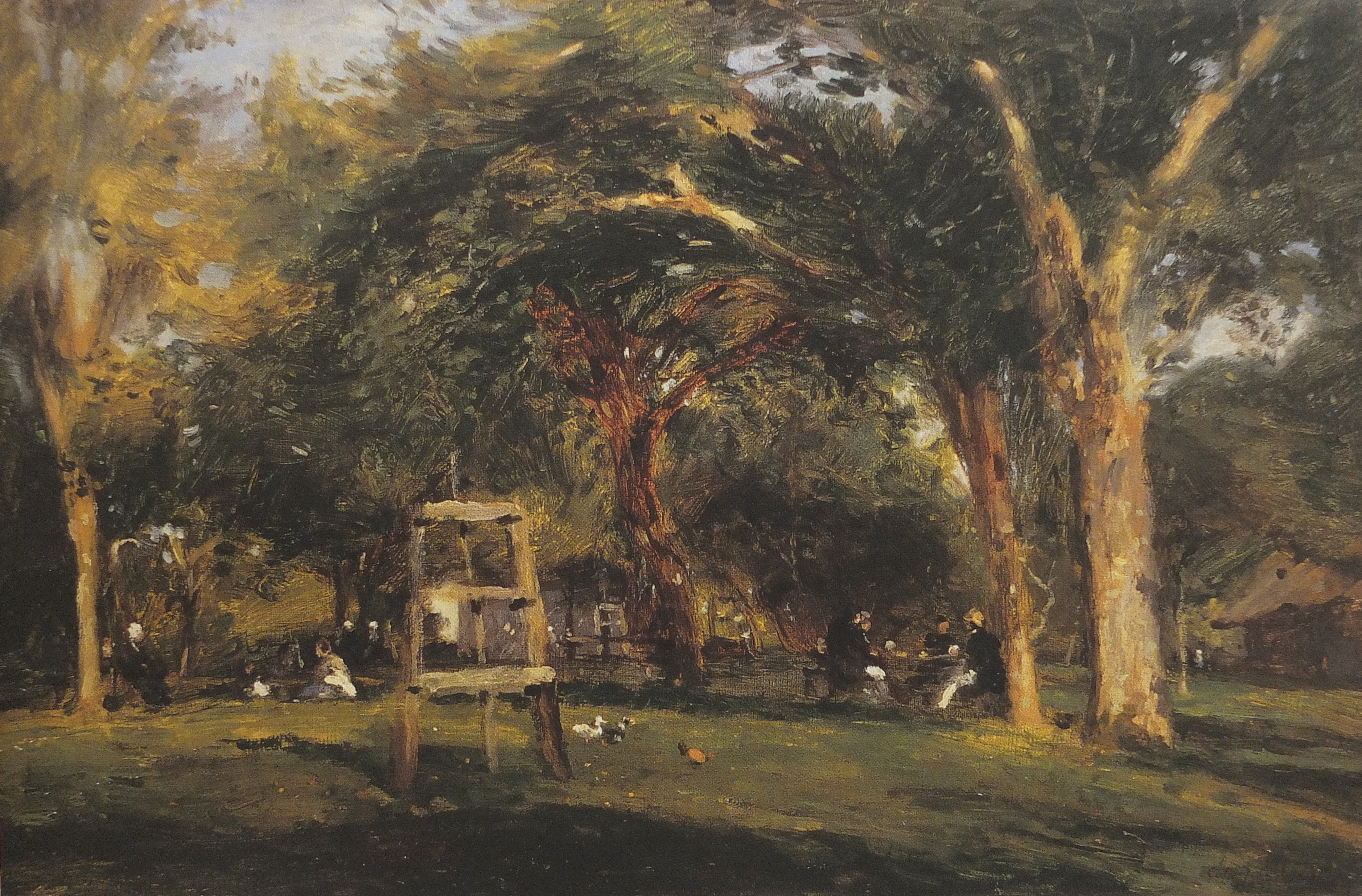
Saint-Siméon, Adolphe-Félix Cals, 1876.

La bonne auberge était connue de longue date de tous les pêcheurs honfleurais, qui étaient sûrs d’y être bien accueillis. Ils y côtoyaient de joyeux compagnons, des peintres et des littérateurs avides de venir respirer là un air de nature unique et introuvable ailleurs. 
Ils se réunissaient avec les copains dans le clos béni de la mère Toutain, qui tenait table d’hôtes à la bonne franquette, dans sa ferme Saint-Siméon, alors recouverte partiellement de chaume. Elle était aidée de la Rose, et de la douce Marie, sa fille.
« ... Allons la Rose ! Vas vite « kri » du cidre, ces messieurs ont « sé » ! Et Rose de courir au cellier où d’immenses tonnes s’alignaient, pleines du breuvage doré. Allons la Rose ! Bâtes Manon (c’était l’ânesse) et va-t’en au pré, c’est l’heure de traire Toinette ! », et Rose de courir de plus belle.
Cependant, la maîtresse de maison cuisinait de pleines assiettées de savoureuses crevettes grises et préparait, comme pas une, le maquereau à l’oseille. Réputée pour sa table, l'auberge offrait aussi des chambres aux voyageurs. 
C'est le peintre  Eugène Boudin, le « Roi des ciels », lui-même né à Honfleur en 1824, mais habitant Le Havre à cette époque, qui a été à l'origine des séjours de peintres à Saint-Siméon. Il franchit souvent l'estuaire de la Seine, pour s'installer chez la mère Toutain et y loue une chambre à partir de 1854, pour se reposer dans ce lieu calme et bucolique. Il y entraîne ses amis, dont le peintre Millet.

La Ferme Saint-Siméon par Eugène Boudin
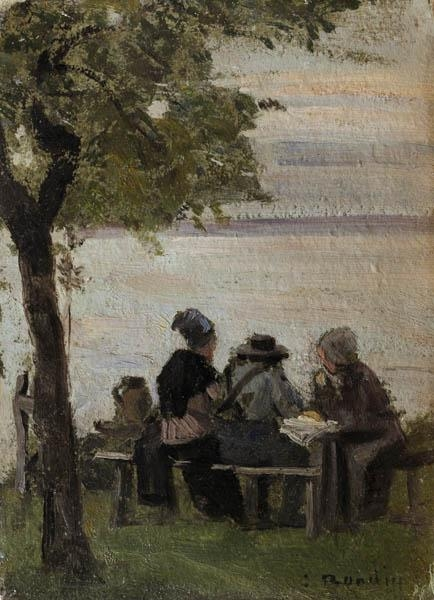
La Ferme Saint-Siméon, 1854-1857 Collection privée, Vente 2006
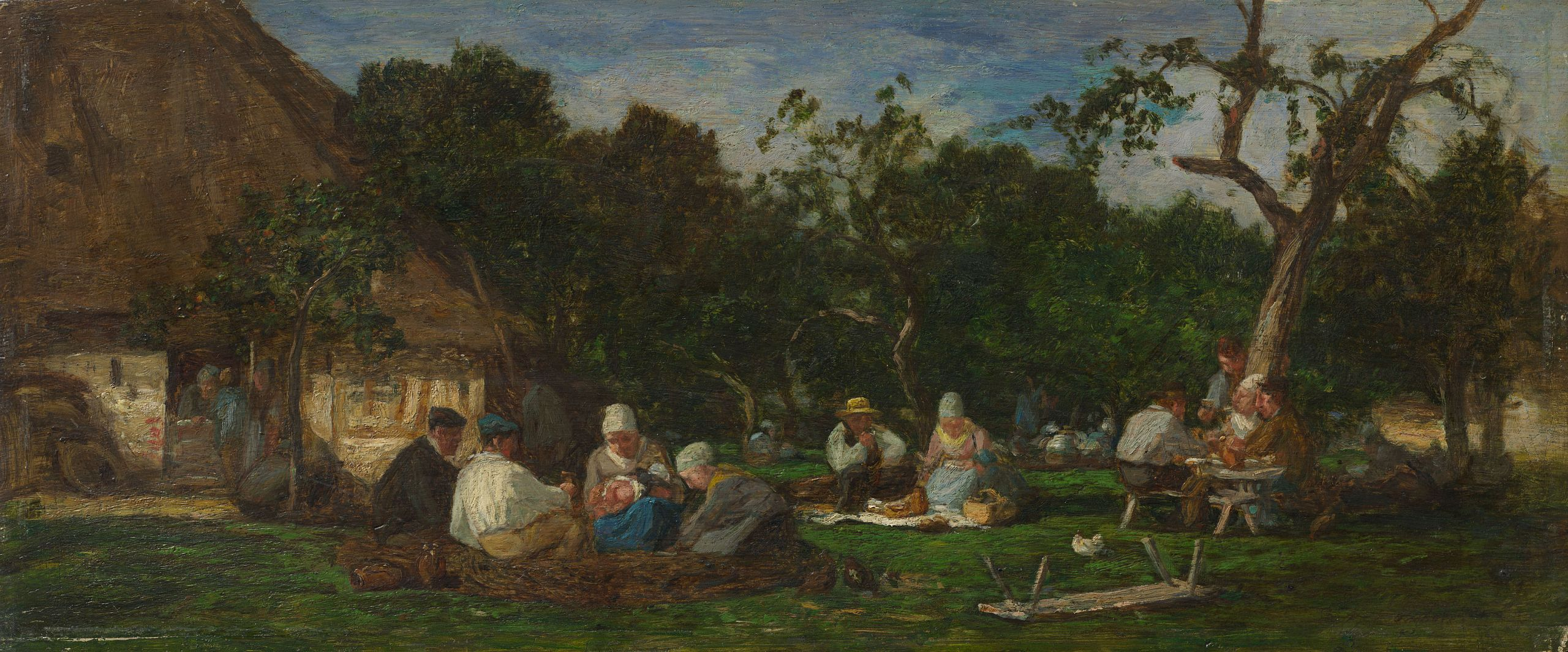
Honfleur. La Ferme Saint-Siméon. Les gens à table, 1855–1857 Museum Barberini, Potsdam
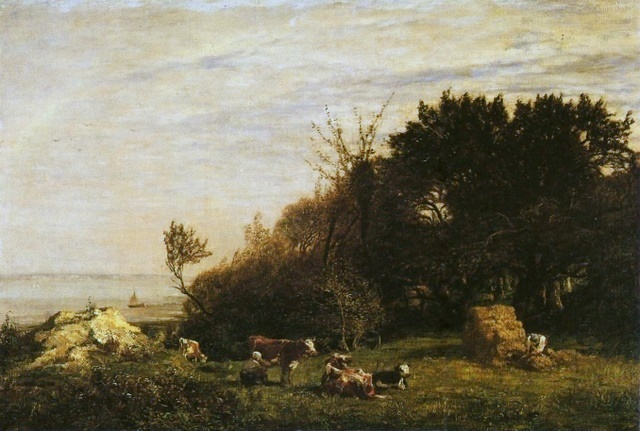
La Ferme de Saint-Siméon, 1856 Rio de Janeiro, Museu da Chácara do Céu
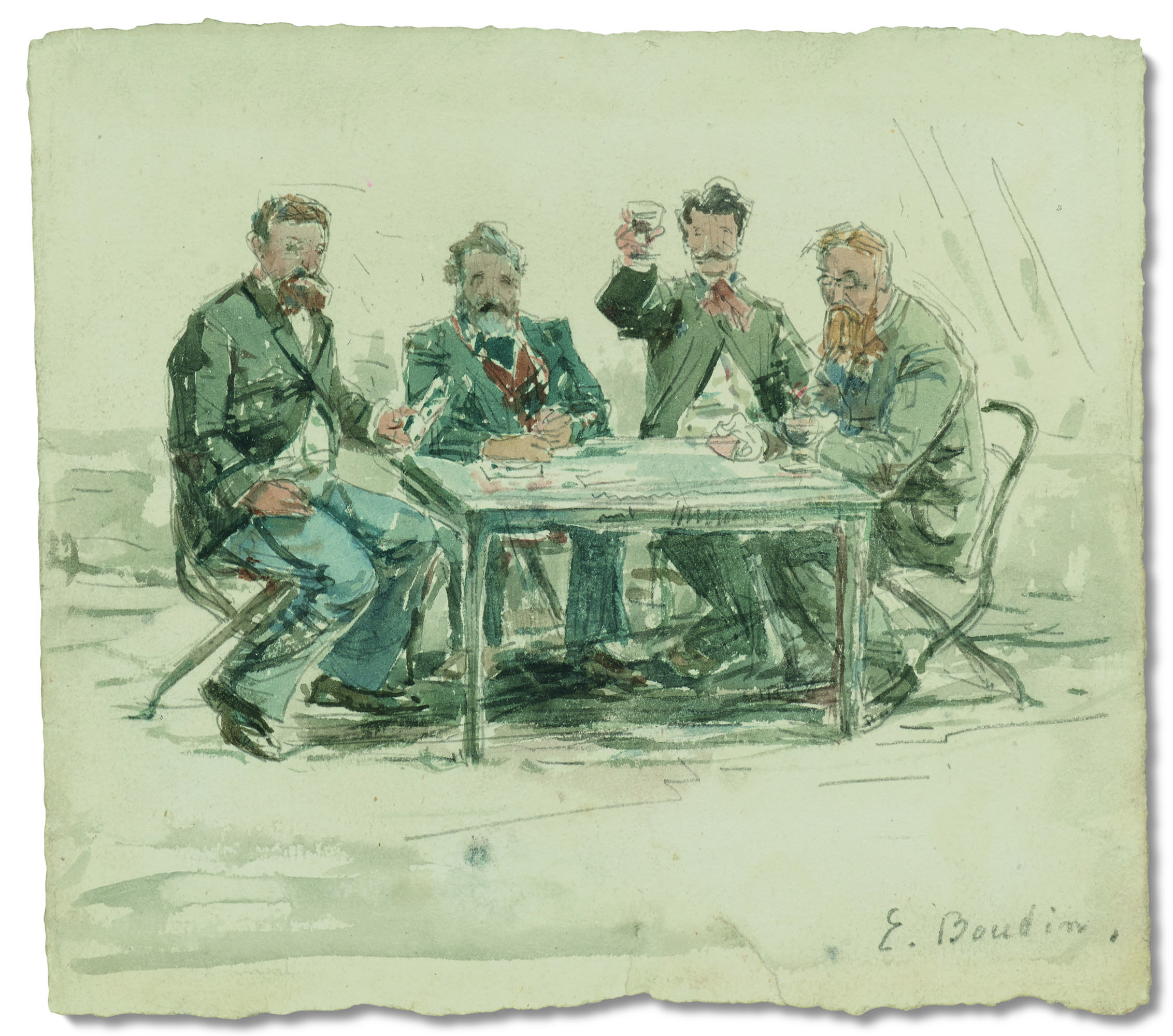
A La Ferme de Saint-Siméon

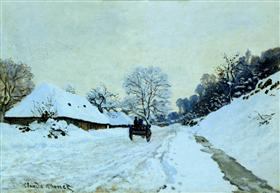
Claude Monet Charette sur la route enneigée avec la ferme de Saint-Siméon

En 1862, Claude Monet, alors âgé de 22 ans, et le peintre Jongkind, accompagnent eux aussi Eugène Boudin dans ses promenades sur la côte normande et découvrent avec lui la peinture en extérieur. Monet écrira un jour, de Saint-Siméon, à Bazille : « Tous les jours, je découvre des choses encore plus belles, c’est à en devenir fou ! Tellement j’ai envie de tout faire... La tête m’en pète ! Je suis bien content de mon séjour ici, quoique mes études soient loin de ce que je voudrais... On est admirablement, à Saint-Siméon !..». Un peu plus tard, en automne, il lui écrit à nouveau : « Nous sommes en grand nombre en ce moment à Honfleur... Boudin et Jongkind sont là, nous nous entendons à merveille. Je regrette bien que vous ne soyez pas là, car, en pareille société, il y a bien à apprendre, et la nature commence à devenir belle… ». Monet y prolonge son séjour, absorbé par son travail. Si bien que l’automne passe et il sera surpris à Saint-Siméon par les premières neiges.
Il peindra là toutes ses études « effets de neige », et notamment l’œuvre célèbre « Route sous la neige ». Le peintre est sorti devant Saint-Siméon, et l’on aperçoit son grand pressoir couvert de neige, sur la gauche et la route vers Honfleur, où passe une charrette. (Musée d'Orsay). Il faisait ainsi des conditions atmosphériques son véritable sujet d’étude, comme l’avaient fait avant lui Jongkind et Boudin.
Boudin y entraîne bientôt la fine fleur des peintres parisiens et normands qui viennent s'exercer à cette lumière incomparable, accompagnés parfois de poètes et de musiciens. Gustave Courbet appartiendra également à cette colonie d'artistes à l'embouchure de la Seine. Ils y trouvent le gîte et le couvert pour 40 francs par mois :
Frédéric Bazille, Eugène Isabey, Jean-Baptiste Corot, Antoine Guillemet, Karl Daubigny, Adolphe-Félix Cals, Félix Buhot, Jules Chéret, Louis-Alexandre Dubourg, Norbert Gœneutte, Félix Bracquemond, Jean Achard, Henri Guérard et son épouse Eva Gonzalès parmi d'autres, ainsi que des écrivains, notamment les frères Goncourt ou le poète et musicien Ernest Cabaner, mais aussi Français, Matout, Stephen-Baron, Sainte-Marie, Achard, Amand Gautier, Louis Pollet, Louis Reynard, Charles de Courcy, Théodore Rousseau, Narcisse Díaz de la Peña, Jules Dupré, Camille Flers, Constant Troyon, Henri Harpignies, Alexandre Defaux, noms connus ou méconnus aujourd’hui.
Ainsi la Ferme Saint-Siméon eut-elle bientôt toute une clientèle. Non point riche et huppée, mais de braves et joyeux drilles, dont la bourse sonnait plus souvent le billion que l’argent. Mais leur bonne hôtesse leur faisait crédit, et ils pouvaient tout à leur aise se régaler de la vue qui se déroulait devant eux. 
Eugène Boudin, à la fin de sa vie, se souvenant de ces jours éblouis, il écrira à son ami Jehan Soudan : « Oh ! Saint-Siméon, il y aurait une belle légende à écrire sur cette hostellerie ! Que de gens y sont passés, et des célèbres, à ma suite». Plus d'une trentaine de peintres ont fréquenté l'endroit. L'importance des rencontres qui se sont faites dans ce lieu où régnaient la liberté et la confrontation des expériences a permis à Jacques-Sylvain Klein d'écrire que « les Rencontres de Saint-Siméon (sont un) éblouissant prélude à l'impressionnisme. ». Les voici qui passent sous nos yeux, toujours vivants, ces familiers de l’hostellerie Saint-Siméon.
Mais un grand changement va intervenir dans la vie de l’hostellerie Saint-Siméon.
En 1865, la ferme louée alors aux Toutain par Louis de Varin, est vendue par celui-ci à Monsieur Chasle, hôtelier à Honfleur, au Cheval blanc. Celui-ci voulant l’habiter, Madame veuve Toutain, qui louait verbalement et à l’année, est donc obligée de quitter les lieux. Elle emporte avec elle les tableaux, mais aussi les panneaux de porte qu’elle a reçus en paiement de ses pensions. 
Monsieur Chasle fait des grands travaux de rénovation, aux frais considérables. Des sommes énormes sont dépensées pour capter une source, refaire murs extérieurs et clôtures, caves et communs, allées et jardins. La maison principale, elle, resta dans son authenticité. Seuls ses colombages se virent garnis d’ardoises fines, vertes et bleues, lui donnant un charme romantique, qui ne fut pas sans plaire à nos petits peintres. Durant les deux années où l’on prit soin de sa beauté, la douce auberge resta fermée, telle la Belle au bois dormant, avant de s’éveiller, lumineuse, pour reprendre le cours séculaire de sa vie incomparable.
Ainsi, Honfleur et son hostellerie de Saint-Siméon, furent-ils durant près d’un demi-siècle le creuset où s’épanouit peu à peu ce que l’on peut nommer le pré-impressionnisme et l’Impressionnisme. Le résultat de ces rencontres, une entente parfaite, une fusion des cœurs d’artistes dans l’admiration d’un spectacle inoubliable : l’estuaire de la Seine, fréquenté depuis le début du XIXe siècle par les aquarellistes anglais, puis par certains romantiques, enfin par Corot.
Ce sera, entre 1850 et 1870, le véritable berceau de l’Impressionnisme.
Boudin, Jongkind et Monet en ont été les phares, dans une entente merveilleuse. C’est-là le miracle de Saint-Siméon, qui se prolongera dans la génération montante, celle où brillera, entre autres, un Adolphe Marais, né à Honfleur, et qui poursuivra toute sa carrière dans son pays natal. Le décor a changé, mais l’esprit de Saint-Siméon n’est pas mort. Il reste bien vivant en cette ville d’Honfleur, lieu de rencontre privilégié de nombreux artistes venus d’horizons divers, et il se manifeste encore chaque année autour de son Vieux Bassin et sur les murs vénérables de cette merveilleuse cité.